# Gare de Luxeuil-les-Bains
Gare de Luxeuil-les-Bains – stacja kolejowa w Luxeuil-les-Bains, w departamencie Górna Saona, w regionie Burgundia-Franche-Comté, we Francji. Jest zarządzana przez SNCF (budynek dworca) i przez RFF (infrastruktura).
Stacja jest obsługiwana przez pociągi TER Franche-Comté.

## Linie kolejowe
- Blainville – Damelevières – Lure